# ガイウス・マエニウス
ガイウス・マエニウス（Gaius Maenius、おそらくはガイウス・マエニウス・アンティアティクス）は紀元前4世紀の共和政ローマの政治家・軍人。紀元前338年に執政官（コンスル）を、紀元前320年と紀元前314年の2回、独裁官（ディクタトル）を務めた。

## 執政官就任とラティウム戦争
ガイウス・マエニウスはプレブス（平民）に出身である。紀元前338年にルキウス・フリウス・カミッルスと共に、執政官に就任したが、この年は第二次ラティウム戦争の最終段階であった。ガイウス・マエニウスはローマ海軍を指揮して、アンティウム（現在のアンツィオ）、ラヌウィウム（en）、アリキア（現在のアリッチャ）、ウェリトゥラエ（現在のヴェッレトリ）のラティウム同盟軍にアンティウムの戦いで勝利した。この勝利でラティウムの征服は完了した。この勝利の後、ガイウス・マエニウスは敵艦の衝角（ロストラ）を6個を戦利品としてローマに持ち帰り、フォルム・ロマヌムの演壇の側面に設置した。その後この演壇はロストラと呼ばれるようになった。この勝利の後、両執政官共に凱旋式を実施する栄誉を得、さらに騎乗姿の像がフォルム・ロマヌム]に建てられたが、これは稀なことであった。ガイウス・マエニウスの像は、フォルムの端のカピトリヌスの丘に建てられた円柱の上に置かれ、マエニウスの柱（コルム・マエニア）と呼ばれた。加えて、この勝利を記念してアンティアティクス（Antiaticus）のコグノーメン(第三名)を名乗った可能性もある。

## 独裁官と監察官
紀元前320年、独裁官に指名されるが、戦争目的ではなくローマの上流階級の何人かとカプアの指導的市民が企てた陰謀を調査するためであった。マエニウスはマルクス・フォスリウス・フラッキナトルをマギステル・エクィトゥム（副官）に任命し、両名ともに詳細な調査を行ったためにローマ貴族達を不愉快にさせたが、結局カプアは紀元前319年にローマに対して反乱した。調査された貴族達はマエニウスとフォスリウスを告発したため、状況は危険なものとなった。両名は辞任し、執政官ルキウス・パピリウス・クルソルとクィントゥス・プブリリウス・ピロに裁判を依頼した。両執政官はこれに合意して裁判が行われたが、マエニウスもフォスリウスも無罪となった。
彼の評判は傷つかず、紀元前318年にはルキウス・パピリウス・クラッススと共に監察官（ケンソル）に就任した。当時フォルム・ロマヌムに木造の競技場を仮設して競技会が実施されていたが、これをより多くの観客が見られるように、任期中にフォルムの近くにバルコニー付きの建物を作った。この建物は彼の名前をとって「マエニアナ」と呼ばれた
。紀元前314年、第二次サムニウム戦争の最中に、カプアに対する疑いが再び持ち上がった。これはオウィウスとノウィウスのカラウィウス兄弟（en）が指導したもので、カンパニアをローマから離反させてサムニウムと同盟するというものであった。この警告に対し、ローマは再びマエニウスを独裁官に任命、副官は彼が信頼するフォスリウスが再度指名された。しかし、独裁官による調査が開始されて反乱の証拠が明らかとなる前に、兄弟は自殺した。

## 参考資料

### 古代の資料
- Festus, under Maeniana
- ティトゥス・リウィウス『ローマ建国史』、viii.13, ix.34
- 大プリニウス『博物誌』、xxxiv.II (5)

### 近代の研究
Smith, William, Dictionary of Greek and Roman Biography and Mythology, Vol. II, Little, Brown & Co., Boston, 1867